# برايان باول (مهندس)
برايان باول (بالإنجليزية: Brian Paul)‏ (و. القرن 20  م) هو مهندس، ومطور برمجيات، وعالم حاسوب أمريكي.

## التعليم
تعلم في جامعة ويسكونسن-ماديسون، وتعلم في University of Wisconsin–Oshkosh ‏
.

## جوائز
حصل على جوائز منها:

FSF Free Software Awards ‏ (1 فبراير 2001)